# Raffaele Guariglia
Raffaele Guariglia (Naples, 19 février 1889 - Rome, 25 avril 1970) est un diplomate et homme politique italien.

## Biographie

### Carrière diplomatique
Il est né à Naples le 19 février 1889 dans une famille noble (il est baron de Vituso) et entre dans le service diplomatique en 1909. En 1910, il est affecté à Paris et en 1913 à Londres. Après un court séjour à Saint-Pétersbourg, il est transféré à nouveau à Paris où il reste pendant quatre ans. Enfin, après une courte période à Bruxelles, il poursuit sa carrière à Rome, au ministère. Durant ces années, il fait partie de plusieurs délégations, dont la conférence de Lausanne pour la paix avec la Turquie (1922) et la conférence du Caire (1925). En 1926, il devient membre de la délégation italienne à la Commission internationale pour l'exploration scientifique de la Méditerranée. En décembre 1926, il est nommé directeur général des affaires politiques, commerciales et privées d'Europe et du Levant. En avril 1927, il est envoyé en mission à la suite du duc des Abruzzes à la cour d’Éthiopie.

#### Ambassadeur à Madrid (1932-35)
Pendant trois ans, il est ambassadeur d'Italie à Madrid. Là, il est envoyé par Mussolini avec pour mission de rétablir les relations avec le gouvernement républicain espagnol afin d'éviter un rapprochement trop net avec la France. Il est ensuite envoyé à Buenos Aires et deux ans plus tard à Paris, où il représente l'Italie dans la période délicate qui précède le début de la Seconde Guerre mondiale. Guariglia est également ambassadeur auprès du Saint-Siège de février 1942 à février 1943, date à laquelle il est remplacé par Galeazzo Ciano, et est ensuite nommé ambassadeur auprès de la République turque.

### Nomination au poste de ministre des Affaires étrangères du royaume d'Italie
Le 25 juillet 1943, Raffaele Guariglia apprend la nouvelle de la déposition de Mussolini par l'ambassade d'Italie en Turquie et est ensuite nommé ministre des Affaires étrangères dans le gouvernement Badoglio I ; ce gouvernement ne comprend aucun homme politique, étant composé de six généraux, deux préfets, six fonctionnaires et deux conseillers d'État. En vue d'une négociation de paix rapide avec les forces alliées, le choix du nouveau ministre est objectivement inapproprié, puisqu'il se trouve alors à Ankara et ne serait pas à Rome avant plusieurs jours. Guariglia revient le 30 juillet 1943, le jour même où l'Allemagne lance l'opération Schwarz, c'est-à-dire le déploiement de dix-sept divisions allemandes en Italie en trois semaines.
Après des contacts infructueux avec les ambassadeurs anglo-américains auprès du Saint-Siège, le nouveau ministre des Affaires étrangères fait faire une première tentative timide de négociation par Blasco Lanza D'Ajeta, conseiller de la légation italienne à Lisbonne, qui, le 4 août 1943, s'adresse à l'ambassadeur britannique au Portugal. Lors de cette réunion, notre diplomate, sur la base des instructions reçues à Rome deux jours plus tôt de Guariglia, a représenté aux Alliés les difficultés italiennes à rompre l'alliance avec l'Allemagne, les informant que le lendemain (5 août) notre ministre des Affaires étrangères rencontrerait son collègue allemand à Tarvisio et ferait une tentative en ce sens. Le lendemain, cependant, le ministre Guariglia ne réussit pas à se désolidariser des Allemands ; au contraire, il se fait arracher par son collègue allemand Joachim von Ribbentrop la "parole d'honneur" que le gouvernement italien ne négociera pas, directement ou indirectement, avec les Anglo-Américains.
Par la suite, le gouvernement envoie le général Giuseppe Castellano à Lisbonne, pour prendre contact avec les Anglo-Américains, expliquer la difficulté de la situation militaire italienne et écouter les intentions des Alliés en vue d'éventuelles négociations de paix séparées.
Le 27 août 1943, Guariglia, avec le maréchal Pietro Badoglio, reçoit le général Castellano, de retour de mission, et écoute les clauses imposées par les Anglo-Américains : ils exigent une reddition inconditionnelle, à mettre en œuvre par la signature d'un accord (dit "armistice court") en douze articles ; en cas d'adhésion du gouvernement italien, les parties signeront l'accord dans un lieu à définir en Sicile. Un accord plus détaillé (appelé "armistice long") est reporté jusqu'à l'acceptation de la capitulation inconditionnelle et la cessation des hostilités. Une première réponse italienne est définie le 30 août, lorsque Badoglio lui-même donne l'ordre au général Castellano de retourner en Sicile pour exposer les thèses contenues dans un mémorandum rédigé par Guariglia ; selon cet acte, l'Italie ne peut demander un armistice avant de nouveaux débarquements alliés qui modifieraient l'équilibre des forces en faveur des Allemands. Face à la réponse négative des plénipotentiaires anglo-américains, la réunion au sommet décisive a lieu le 1er septembre, en présence du chef du gouvernement, du ministre des Affaires étrangères Guariglia, du chef d'état-major Ambrosio, du général Castellano, du général Roatta, du général Carboni et du ministre de la Maison royale Pietro d'Acquarone. L'armistice "court" est formellement accepté et, le 3 septembre 1943, sous l'autorité du roi, Giuseppe Castellano appose sa signature sur la conclusion de la guerre entre l'Italie et les puissances alliées.
À l'aube du 9 septembre 1943, le roi, le maréchal Badoglio et les principaux chefs militaires quittent Rome pour Pescara, puis Brindisi. Guariglia, avec d'autres ministres (Umberto Ricci, Leopoldo Piccardi, Antonio Sorice et Raffaele De Courten), reste à Rome même après la reddition de la capitale aux Allemands. En effet, le gouvernement, même en l'absence de Badoglio, continue à se réunir, dirigé ad interim par le ministre Ricci, jusqu'au 13 septembre 1943. Pendant l'occupation allemande, Guariglia trouve refuge à l'ambassade d'Espagne.
Plus tard, à Brindisi, le roi nomme un certain nombre de sous-secrétaires faisant office de ministres pour remplacer ceux qui sont restés dans la capitale. En février 1944, lorsque le gouvernement s'installe à Salerne (devenue la capitale de facto de l'Italie) et reçoit des Alliés le contrôle de toute l'Italie du Sud, Badoglio remplace les ministres absents. Guariglia ne cesse officiellement d'exercer ses fonctions que le 11 février 1944. Après la libération de Paris (août 1944), il est nommé ambassadeur d'Italie en France.

### La période d'après-guerre
En 1946, avec l'avènement de la République, Guariglia, fidèle à l'institution monarchique, est mis à la retraite à sa propre demande. En septembre de la même année, cependant, il est nommé président de la Commission pour la réorganisation et la publication des documents diplomatiques italiens. Il est proclamé sénateur du Parti national monarchiste le 8 avril 1954, pour la circonscription de Salerne, en remplacement d'Achille Lauro, dont l'élection a été annulée. Il occupe cette fonction jusqu'en 1958. Il est ensuite président national de l'Union monarchiste italienne et est l'un des premiers à être coopté dans l'Assemblée des sénateurs du royaume (Consulta dei Senatori del Regno), un organe consultatif de l'ancien roi d'Italie Umberto II, créé pendant l'exil de ce dernier.
Il est décédé à Rome le 25 avril 1970.

## Ouvrages
- (it) La concorrenza del lavoro straniero nei paesi d'Europa, Rome, Tipografia dell'Unione Cooperativa Editrice, 1909.
- (it) Un mancato trattato di commercio tra le Due Sicilie e la Francia e un parere inedito dell'abate Galiani, Romae, Athenaeum, 1914.
- (it) Giovanni da Procida, Salerne, Ente provinciale per il turismo, 1941.
- (it) Salernitana, Salerno, Linotyp. L.Di Giacomo, 1946.
- (it) Ricordi:1922-1946, Naple, Edizioni Scientifiche Italiane, 1950.
- (it) Ruggero Moscati (a cura di), Primi passi in diplomazia e rapporti dall'Ambasciata di Madrid, 1932-1936, Naple, Edizioni Scientifiche Italiane, 1972.
- (it) Ruggero Moscati (a cura di), Scritti storico-eruditi e documenti diplomatici, 1936-1940, Naple, Edizioni Scientifiche Italiane, 1981.

## Distinctions

### Distinctions italiennes
- Chevalier grand-croix de justice du sacré ordre militaire constantinien de Saint-Georges, ordre dynastique de la maison royale de Bourbon Deux-Siciles

- Grand officier de l'ordre des Saints-Maurice-et-Lazare - décret royal du 19 janvier 1935[6]
- Chevalier grand-croix de l'ordre de la Couronne d'Italie
- Grand officier de l'ordre colonial de l'Étoile d'Italie

### Distinctions étrangères
- Chevalier grand-croix magistrale avec écharpe de l'ordre souverain militaire de Malte - 5 février 1930
- Grand officier de l'ordre du Lion blanc (Tchécoslovaquie) - 9 juin 1932
- Chevalier grand-croix de l'ordre de Pie IX (Saint-Siège) - 12 mars 1943
- Chevalier grand-croix de l'ordre d'Isabelle la Catholique (Espagne)